# Museo de Arte de Bayamón
Museo de Arte de Bayamón (MAB) (fundado como Museo de Arte, 1991 en Bayamón, Puerto Rico) está dedicado al arte puertorriqueño desde el siglo XX hasta el presente. En la actualidad se destaca por albergar obras maestras de la historia del arte en Puerto Rico. 

## Reseña biográfica
Fue construido en 1990 como parte de las facilidades del Parque de las Ciencias Luis A. Ferré en Bayamón, Puerto Rico. Abrió por primera vez al público en 1991 como espacio para presentar reproducciones de artistas internacionales donadas por la Sra. Amelia Agustini. En el 2003, bajo la administración del Alcalde Ramón Luis Rivera Cruz, el MAB se convierte en un museo con la visión de desarrollar una colección permanente y exhibir obras originales de artistas puertorriqueños. En el 2012, el museo celebró su reapertura luego de una remodelación con el fin de ofrecer al público nuevas y modernas facilidades para la apreciación del arte.
Es reconocido por una programación activa de exhibiciones y actividades culturales y educativas dirigidas a toda la comunidad.

## Distinciones
- Premio Iniciativa Pública (Asociación Puertorriqueña de Críticos de Arte (AICA), 2012)
- Exhibición del Año 2013: Centenario de Lorenzo Homar (Asociación Puertorriqueña de Críticos de Arte (AICA), 2014)
- Exhibición Individual 2014: Rafael Rivera Rosa, Vértices de la Memoria (Asociación Puertorriqueña de Críticos de Arte (AICA), 2015)